# Jake Wightman
Jake Stanley Wightman (Nottingham, 11 de julio de 1994) es un deportista británico que compite en atletismo, especialista en las carreras de mediofondo.
Ganó una medalla de oro en el Campeonato Mundial de Atletismo de 2022 y dos medallas en el Campeonato Europeo de Atletismo, en los años 2018 y 2022.

## Palmarés internacional
| Campeonato Mundial | Campeonato Mundial      | Campeonato Mundial | Campeonato Mundial |
| Año                | Lugar                   | Medalla            | Prueba             |
| ------------------ | ----------------------- | ------------------ | ------------------ |
| 2022               | Eugene (Estados Unidos) | Medalla de oro     | 1500 m             |
| Campeonato Europeo |                         |                    |                    |
| Año                | Lugar                   | Medalla            | Prueba             |
| 2018               | Berlín (Alemania)       | Medalla de bronce  | 1500 m             |
| 2022               | Múnich (Alemania)       | Medalla de plata   | 800 m              |